# Weruche Opia
Reanne Weruche Opia (/wəˈruːtʃeɪ ˈoʊpiə/) (Lagos, 11 de abril de 1987), é uma atriz e empresária anglo-nigeriana. Ela é a CEO fundadora da linha de roupas Jesus Junkie Clothing. Ela foi indicada ao British Academy Television Award por sua atuação na minissérie da BBC I May Destroy You (2020).

## Juventude e educação
Nascida em Lagos, Opia mudou-se para o sudeste de Londres aos 13 anos. Seu pai é autor e professor de ciências sociais e sua mãe é a veterana apresentadora e apresentadora de televisão nigeriana Ruth Benamaisia-Opia. Opia é formada em teatro e sociologia pela University of the West of England, Bristol.

## Carreira
Depois de fazer sua estreia na televisão com uma participação especial em um episódio de The Bill de 2010, Opia passou um ano na Renegade Theatre Company na Nigéria. Ao retornar à Inglaterra em 2012, ela apareceu no drama policial do Channel 4, Top Boy e no Suspects do Channel 5.
Opia ganhou destaque através de seu papel como Cleópatra Ofoedo na terceira série da comédia da BBC Bad Education e seu filme spinoff de 2015. Opia foi indicada em 2015 na categoria Atriz do Ano de Nollywood no Nigeria Entertainment Awards de 2015 por seu papel no filme When Love Happens. De 2019 a 2020, Opia esteve no elenco principal da sitcom de Dave Sliced como Naomi.
Opia estrelou como Terry Pratchard na série da BBC de Michaela Coel, I May Destroy You, que foi ao ar pela primeira vez em junho de 2020.
Por sua atuação, Opia foi indicada ao British Academy Television Award e ganhou o Black Reel Award. Em 2022, ela apareceu no thriller da ITV Our House.

## Filmografia

### Filme
| Ano  | Titulo                  | Papel              | Notas          |
| ---- | ----------------------- | ------------------ | -------------- |
| 2014 | When Love Happens       | Mo                 |                |
| 2015 | The Bad Education Movie | Cleopatra Ofoedo   |                |
| 2015 | Prey                    | Ebele              | curta metragem |
| 2015 | Isla Traena             | Tamikah            | curta metragem |
| 2016 | When Love Happens Again | Mo                 |                |
| 2017 | Thereafter              | June               | curta metragem |
| 2018 | Haircut                 | Funmi              | curta metragem |
| 2021 | Invisible Manners       | Narrator (Epilogo) | curta metragem |
| 2022 | Slumberland             | Agent Green        | Filme Netflix  |

### Televisão
| Ano        | Titulo            | Papel            | Notas                                                 |
| ---------- | ----------------- | ---------------- | ----------------------------------------------------- |
| 2010       | The Bill          | Selina Moris     | Episódio: "Death Knock"                               |
| 2013       | Top Boy           | Nafisa           | 4 episódios                                           |
| 2014–2015  | Suspects          | Mae Roberts      | 2 episódios                                           |
| 2014, 2022 | Bad Education     | Cleopatra Ofoedo | Papel principal (série 3) Cameo (especial de reunião) |
| 2015       | Banana            | Lilia            | 1 episódio                                            |
| 2015       | Hot Pepper        | Toya             | Web série; episode: "One-Night Stand"                 |
| 2017       | Just a Couple     | Melissa          | Minisérie; 4 episódios                                |
| 2018       | Inside No. 9      | Maz              | episódio: "Tempting Fate"                             |
| 2019–2021  | Sliced            | Naomi            | Papel principal                                       |
| 2020       | I May Destroy You | Terry            | Minisérie; papel principal                            |
| 2022       | Our House         | Merle            | Minisérie; papel principal                            |
| 2023       | High Desert       | Carol            | Papel principal                                       |
| 2023       | Black Mirror      | Atriz sem nome   | episódio: "Loch Henry"                                |
| 2024       | Iwájú             | Otin (voz)       | Papel principal                                       |

## Estágio
| Ano  | Titulo        | Papel       | Notas                        |
| ---- | ------------- | ----------- | ---------------------------- |
| 2014 | Liberian Girl | Finda       | Royal Court Theatre, Londres |
| 2015 | The Trial     | Comptroller | Young Vic, Londres           |
| 2018 | The Divide    | Giella      | The Old Vic, Londres         |

## Prêmios e nomeações
| Ano  | Prêmio(s)                          | Categoria                                                                | Trabalho(s)          | Resultado | Ref.   |
| ---- | ---------------------------------- | ------------------------------------------------------------------------ | -------------------- | --------- | ------ |
| 2015 | Nigeria Entertainment Awards       | Actress of The Year (Nollywood)                                          | ...When Love Happens | Indicado  | [ 12 ] |
| 2015 | Africa Magic Viewers Choice Awards | Best Actress in a Comedy                                                 | ...When Love Happens | Indicado  | [ 13 ] |
| 2021 | Independent Spirit Awards          | Best Ensemble Cast in a New Scripted Series (compartilhado com o elenco) | I May Destroy You    | Venceu    | [ 14 ] |
| 2021 | British Academy Television Awards  | Best Supporting Actress                                                  | I May Destroy You    | Indicado  | [ 15 ] |
| 2021 | Black Reel Awards                  | Outstanding Supporting Actress, TV Movie or Limited Series               | I May Destroy You    | Venceu    |        |